# Hinting
Le hinting ou l’optimisation de rendu est l’utilisation d’instructions sur des contours vectoriels pour ajuster leurs rendus dans la grille de pixels durant la rastérisation. À basse résolution, l’optimisation est cruciale pour le rendu de dessin conforme à l’originale et pour la lisibilité de texte. Il peut être combiné avec l’anticrénelage, produisant des niveaux de gris ou des niveaux de sous-pixels.
|                             | sans hinting | avec hinting |
| --------------------------- | ------------ | ------------ |
| sans anticrénelage          |              |              |
| anticrénelage (pixels)      |              |              |
| anticrénelage (sous-pixels) |              |              |